# Bezistan (Bělehrad)

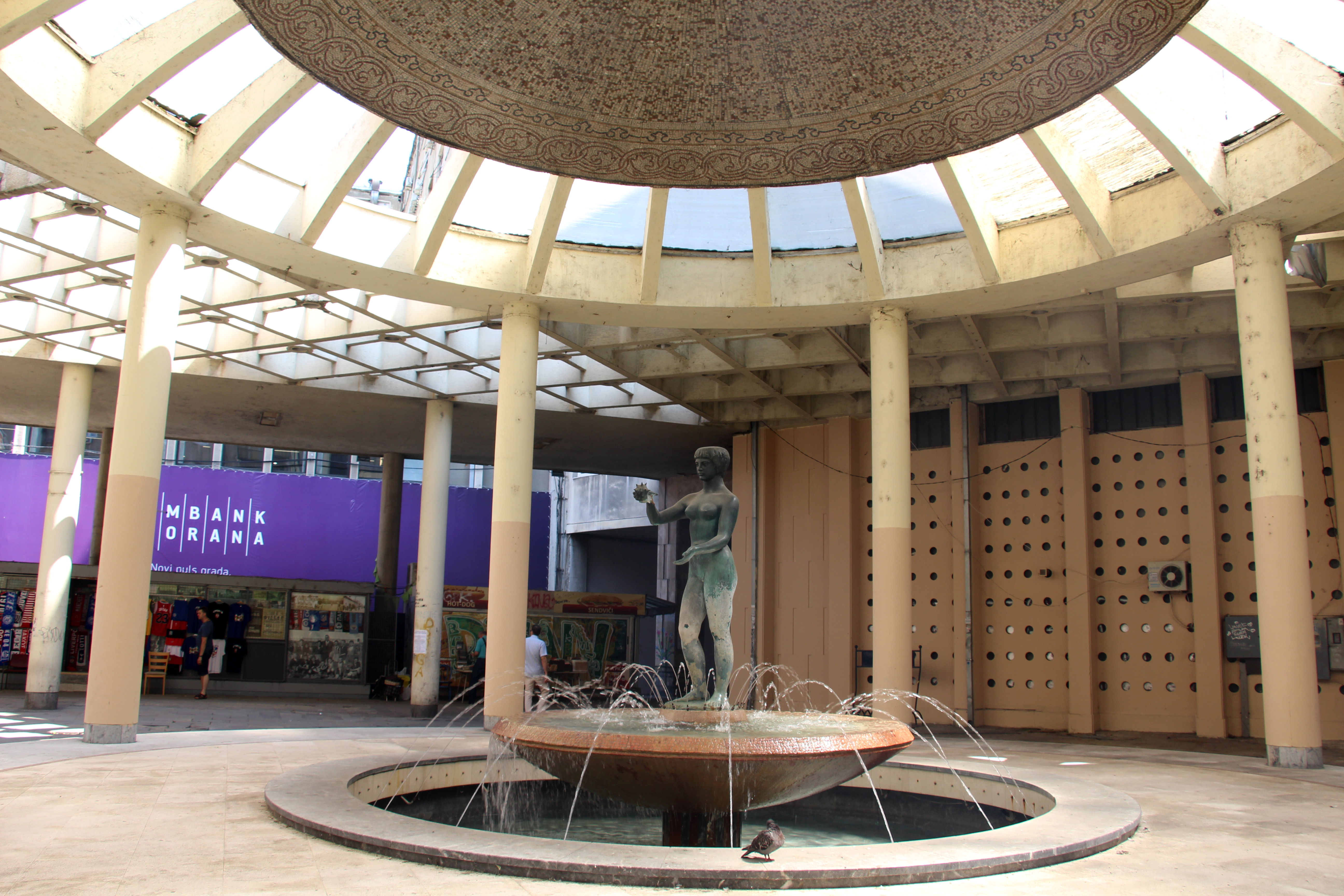
Socha od Vladety Maksimoviće z roku 1953.

Bezistan je v Bělehradu označení pro tržnici, která se nachází v prostoru mezi Domem odborů, Terazijemi a Nušićevou ulicí. 
Ačkoliv má lokalita turecký název, vznikla novodobě, a to po zboření hotelu Paříž v roce 1948 v souvislosti s rozšiřováním Terazijí. Později zde vznikla tržnice, vyprojektovaná architektem Vladetou Maksimovićem. Ta nakonec nebyla nikterak centrálně spravována ani organizována a postupně získala podobu moderního tržiště. Umístěn zde byl první fotoautomat v Bělehradě. Vzhledem k podchodům spojujícím nedaleká náměstí, je zde značný počet návštěvníků. Lokalita bývala občas nazývána jako "pupek Bělehradu" a předpokládala se její památková ochrana, nicméně kulturní památkou se nikdy nestala. V 90. letech 20. století se zde usídlily různé nelegální provozovny a nakonec její původní význam zanikl. Tržnice byla v první polovině 21. století opuštěna a stala se nelegálním parkovištěm.